# Коссак Василь Андрійович
Василь Андрійович Коссак (нар. 12 лютого 1886, м. Чортків, нині Тернопільської області — пом. 23 травня 1932, м. Стрий, нині Львівської області) — український актор, співак (тенор) і режисер. Брат композитора, диригента й педагога Михайла Коссака та акторок і співачок Катерини Рубчакової і Марії Костів-Коссаківни, актриси Антоніни Дякової. Чоловік актриси Ірини Коссак.

## Життєпис
Навчався в учительській семінарії в Чорткові та в драматично-вокальній студії при театрі товариства «Руська бесіда» у Львові.
У 1904—1932 роках працював у театрах Західної України. У 1904—1914 та епізодично в 1923—1924 роках виступав в оперній групі театру товариства «Руська бесіда». 1915 року керував театром мініатюри й сатири у Львові.
Керував власними музично-драматичними трупами: у 1919—1924 роках — «Українська театральна дружина в Коломиї», від 1929 року — «Український театр імені Михайла Старицького у Стрию»; також був у них режисером і солістом.
У 1925—1927 роках працював в «Українському театрі» Йосипа Стандика.

## Творчість
Серед партій:
- Петро («Наталка Полтавка» Миколи Лисенка),
- Вакула («Різдвяна ніч» Миколи Лисенка),
- Андрій («Запорожець за Дунаєм» Семена Гулака-Артемовського),
- Сулейман («Роксоляна» Дениса Січинського),
- Пінкертон («Мадам Баттерфляй» Джакомо Пуччіні),
- Аристос («Орфей у пеклі» Жака Оффенбаха),
- Валентин («Фауст» Шарля Гуно).

Режисер вистав:
- «Запорожець за Дунаєм» Семена Гулака-Артемовського,
- «Галька» Станіслава Монюшка.